# Dark Side of the Moon (Odaát)
A Dark Side of the Moon az Odaát című televíziós sorozat ötödik évadának tizenhatodik epizódja.

## Cselekmény
Dean arra ébred motelszobájukban, hogy két símaszkos fegyvert fog rá és öccsére. A fiú felismeri, hogy két vadász az; Walt és Roy, akik miután ledobták maszkjaikat, elmondják, már több vadász is keresi Samet, amiért az elhozta az Apokalipszist. Ezt követően, Walt hidegvérrel agyonlövi Samet, majd egy kis győzködés után Roy is ugyanezt megteszi Deannel, hiszen ha nem tenné, Dean bosszút állna rajtuk.
Dean egyik pillanatról a másikra az Impalában ébred, éjjel egy országúton, csomagtartójából egy kisfiú vesz ki tűzijátékokat, aki valójában nem más, mint Sam. Miután boldog percek közepette, fellőttek néhányat, az autó rádiójából Castiel hangja szólal meg, és elárulja, Dean meghalt, most a Mennyben van, és hogy megtalálja szintén halott öccsét, követnie kell az Axis Mundi nevű utat, ami egyeseknek alagút vagy folyó, míg Deannek egy országút. Miután a fiú ezt megtette, egy egyedülálló házhoz ér, amiben Sam éppen egy családdal vacsorázik. Együtt hamar összeállítják a képet: meghaltak, és leperegnek előttük életük legszebb pillanatai. Miután elrejtőztek egy lakásba bevillanó fénycsóva elől, Cas megjelenik a tévében, és megparancsolja a fiúknak, semmiképp ne menjenek bele, ugyanis Zakariás őket keresi, illetve meg kell keresniük egy Józsue nevű angyalt, akit egy bizonyos "kertben" tartózkodik, és segíthet nekik. Miután megtalálták a kivezető utat -egy játék autópályát-, Dean emlékében találkozik anyjával, aki éppen reggelit csinál neki, és telefonon civakodik Johnnal, Sam pedig újraéli a perceket, amikor egy hétre elszökött bátyjától, és egy Csonti nevű kutyával töltötte az időt. Mikor felelevenedik az a rész, mikor Sam lelépett az egyetemre, összezörrennek Deannel, ám veszekedni nincs idejük, Zakariás ugyanis feltűnik, így menekülniük kell, végül egy idióta pankrátorjelmezbe bújt férfi menti meg őket, akiről kiderül, hogy nem más, mint Ash. Egy kocsmaszerű helyre viszi őket, ami teljesen ugyanúgy néz ki, mint Ellen fogadója. Itt a srác elmeséli nekik, hogy halála óta százszor jobb világa van, és a hiedelmekkel ellentétben a Mennyország nem egy hely, hanem rengeteg. Miután a fivérek által szó esett Ellen és Jo haláláról -amiről Ash nem tudott-, megjelenik egy szintén régi barát; Pamela, aki elbeszélget Deannel, és azt a véleményt osztja, hogy talán mégis engednie kellene a Mihály-dolognak. A Mennyben is mindentudó, Énókiul is megtanuló Ash időközben általa barkácsolt kütyüjével rátalál arra a bizonyos "kertre", így Pamelával búcsút vesz a tesóktól -utóbbi megcsókolja Deant-, akik továbbállva, ismét találkoznak anyjukkal. A nő szeme átvált sárgára, és Deant kezdi okolni haláláért, elmondja, milyen fájdalmas volt elevenen elégni, illetve őt hibáztatja, amiért mindenki elhagyja. Végül Zakariást is megjelenik, és dicsőítően beszél Mary-től -mintha a szajhája lenne-, majd két társával lefogatja a fiúkat. Felfedi, hogy mindenki rajta röhög, amiért nem tudja rábírni Deant porhüvelye megszállására, majd püfölni kezdi őt, amikor is egy fekete bőrű, idős ember szólal meg a háttérben: Józsue. Megparancsolja Zakariáséknak, Isten parancsára engedjék el a Winchestereket, ugyanis ha nem teszik, következményei lesznek.
A helyszín átvált egy botanikus kertre, ami az összes Menny közepe, a Kert, amit egyesek Isten tróntermeként, egyesek Édenként, míg a fiúk a Clevelandi Botanikus kertként látják, a kertésze pedig Józsue. Az angyal elbeszélget Deanékkel, és elárul néhány dolgot: ő az egyetlen, akivel Isten kommunikál, ugyanis szerinte csak ő érti meg; az Úr ismeretlen okokból a Földön tartózkodik és nem érdekli az Apokalipszis; Lucifer szabadulása idején Isten volt az, aki visszahozta Castielt a halálból és feltette a fivéreket a repülőgépre; már többször voltak itt a fivérek halálukkor, és mindig ki lett törölve az emlékezetük, miután vissza lettek küldve, ezúttal azonban Isten akarata szerint nem így lesz.
Dean és Sam felébrednek a motelszobában, saját testükben, egészségesen. Mialatt pakolnak, betér hozzájuk Castiel, és visszaadja Deannek korábban elkért nyakláncát, ugyanis azzal sem tudott Isten nyomára bukkanni. Az angyal káromolja az Urat, majd eltűnik, melyet követően Dean kilép a motelszobából, előtte azonban még a kukába dobja nyakláncát, melyet még Sam ajándékozott neki kiskorában...

## Természetfeletti lények

### Angyalok
Az angyalok Isten katonái, aki időtlen idők óta védelmezik az emberiséget. Eme teremtményeknek hatalmas szárnyaik vannak, emberekkel azonban csak emberi testen keresztül képesek kapcsolatba lépni, ugyanis puszta látványuk nemcsak az emberek, de még a természetfeletti lények szemét is kiégetik, hangjuk pedig fülsiketítő. Isteni képességük folytán halhatatlanok.

## Időpontok és helyszínek
- 2010. tavasza

– ?
– Mennyország

## Zenék
- Bob Dylan – Knockin' On Heaven's Door
- Pink Floyd – Brain

## Külső hivatkozások
- Supernatural-Dark Side of the Moon az Internet Movie Database oldalon (angolul)